# Amansie centre
Le district d’Amansie centre est l’un des 21 district de la Région d'Ashanti.